# Luchthaven Ercan
De Luchthaven Ercan (Turks: Ercan Uluslararası Havalimanı) is de internationale luchthaven van Noord-Cyprus. Omdat Noord-Cyprus niet internationaal erkend is, wordt de luchthaven ook niet als internationaal gezien. De luchthaven ligt ten oosten van de hoofdstad van Cyprus, Nicosia, dicht bij het dorp Tymvou.

## Afbeeldingen

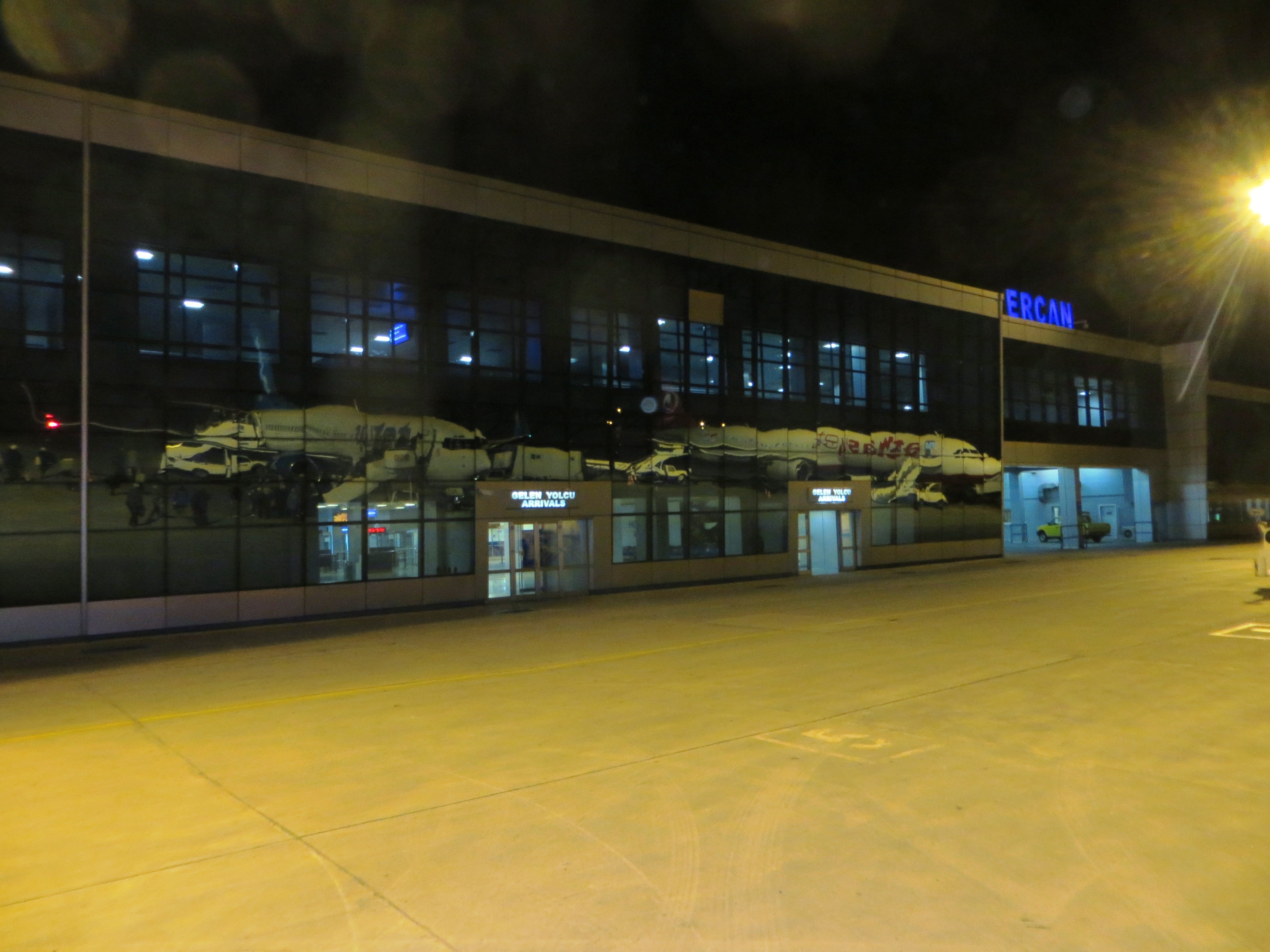
Luchthaven Ercan
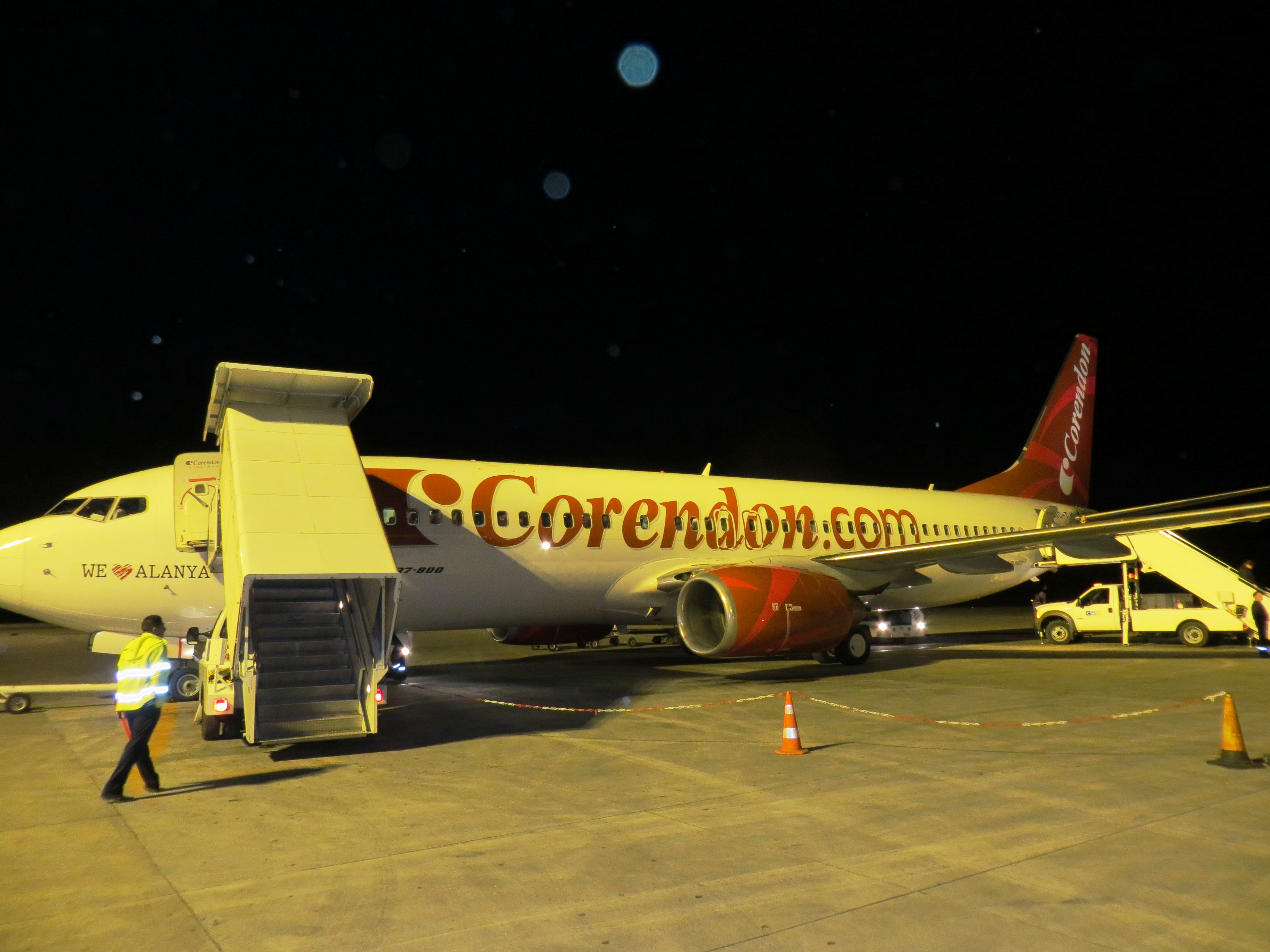
Vliegtuig op de Luchthaven van Ercan
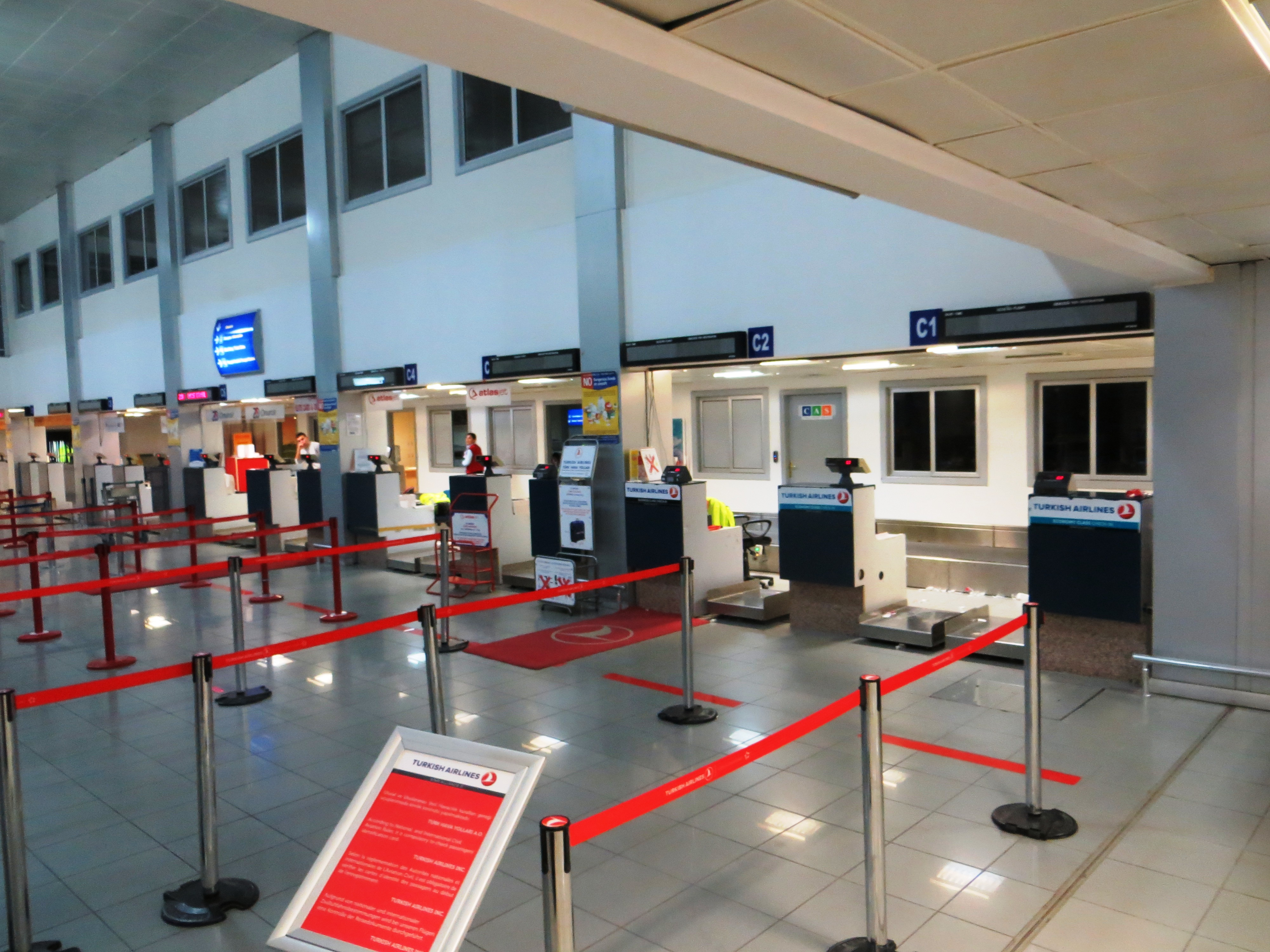
Incheck balies op de Luchthaven van Ercan

## Luchtvaartmaatschappijen en bestemmingen
- Atlasjet - Adana, Antalya, Erbil, Istanbul-Atatürk, İzmir, London-Stansted (vanaf 7 april 2013), Manchester (vanaf 7 april 2013), Tehran-İmam Khomeini, Priština, Süleymaniye
- Corendon Airlines - Brussels
- Corendon Dutch Airlines - Amsterdam
- Onur Air - Istanbul-Atatürk, Trabzon
- Pegasus Airlines - Adana, Ankara, Antalya, Gaziantep, Hatay, Istanbul-Sabiha Gökçen, London-Stansted, Manchester
- Pegasus Airlines bediend door IZair - İzmir
- Sky Airlines - Antalya, Istanbul-Sabiha Gökçen
- Tailwind Airlines - Antalya
- Turkish Airlines - Istanbul-Atatürk
- Turkish Airlines bediend door AnadoluJet - Ankara, Hatay